# 广太镇
广太镇是中华人民共和国广东省揭阳市普宁市下辖的一个乡镇级行政单位，位于普宁北部，辖区总面积34平方公里，户籍人口59524人（2008年），下辖1个社区和21个行政村。

## 行政区划
广太镇下辖以下地区：
广太社区、潮来港村、湖内村、黄叶村、冯厝村、富儿村、石潭村、山后村、山前村、平宝山村、黄芽山村、多年埔村、广新村、仁美村、大寮村、金狮池村、交南村、交北村、河田村、绵远村、古岭村和寨山头村。